# Stora Amundö och Billdals skärgårds naturreservat
Stora Amundö och Billdals skärgårds naturreservat är ett kommunalt naturreservat i Göteborgs kommun i Västra Götalands län.
Området är naturskyddat sedan 2018 och är 1 103 hektar stort. Reservatet omfattar ett flertal öar där Stora Amundön är den största. Även strandområdet på fastlandet ingår i reservatet.  Reservatet består av kusthedar, lövträd, gräsmarker och hällmarker.
Beslutet att bilda reservatet vann laga kraft i oktober 2020. 

## Bilder

Stora Amundö och Billdals skärgårds naturreservat
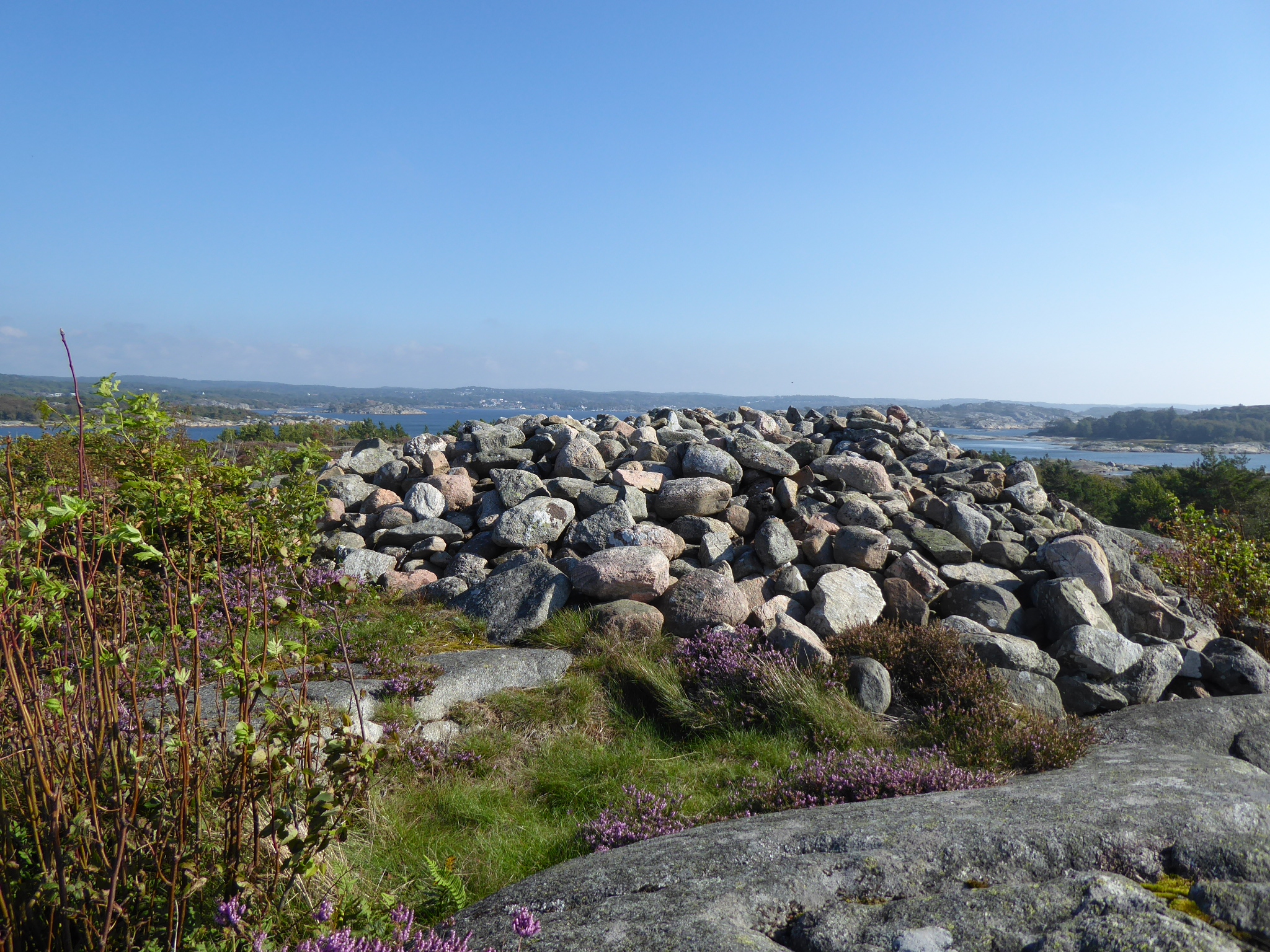
Högt beläget gravröse i Stora Amundöns sydvästra del i september 2023.
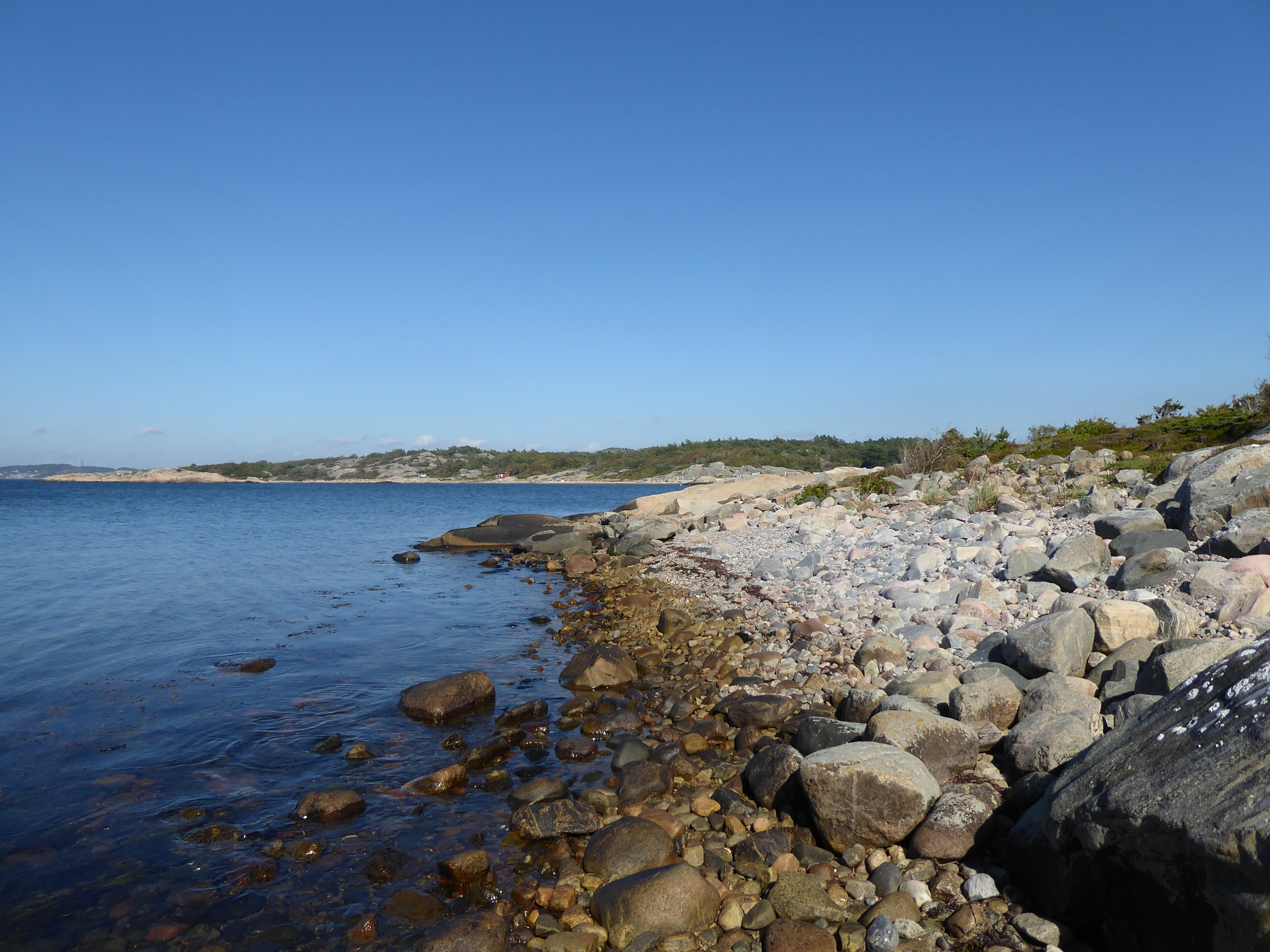
Stenstrand i Stora Amundöns nordvästra del i september 2023.
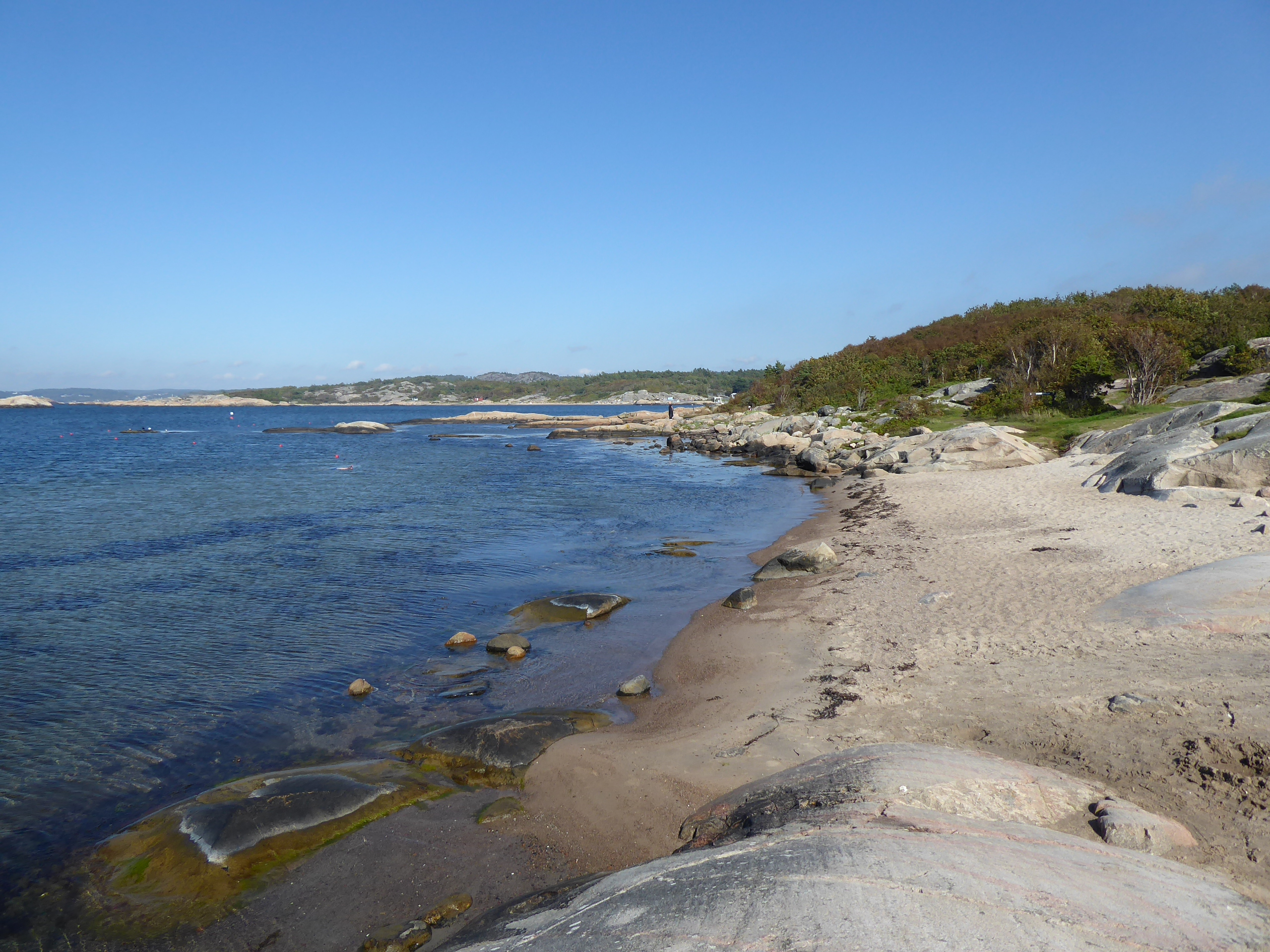
Sandstrand i Stora Amundöns nordvästra del i september 2023.
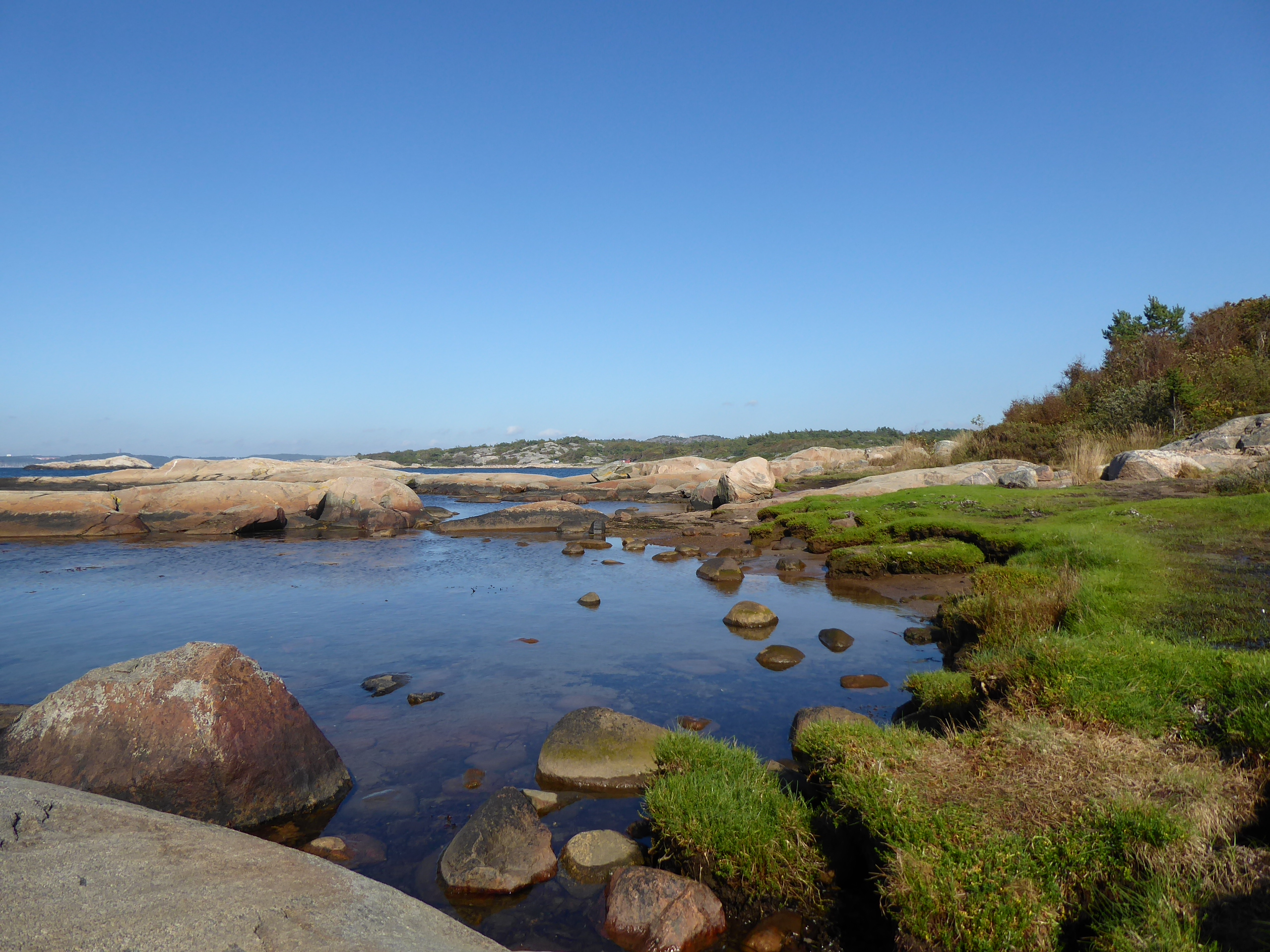
Gräsbelupen strand i Stora Amundöns nordvästra del i september 2023.
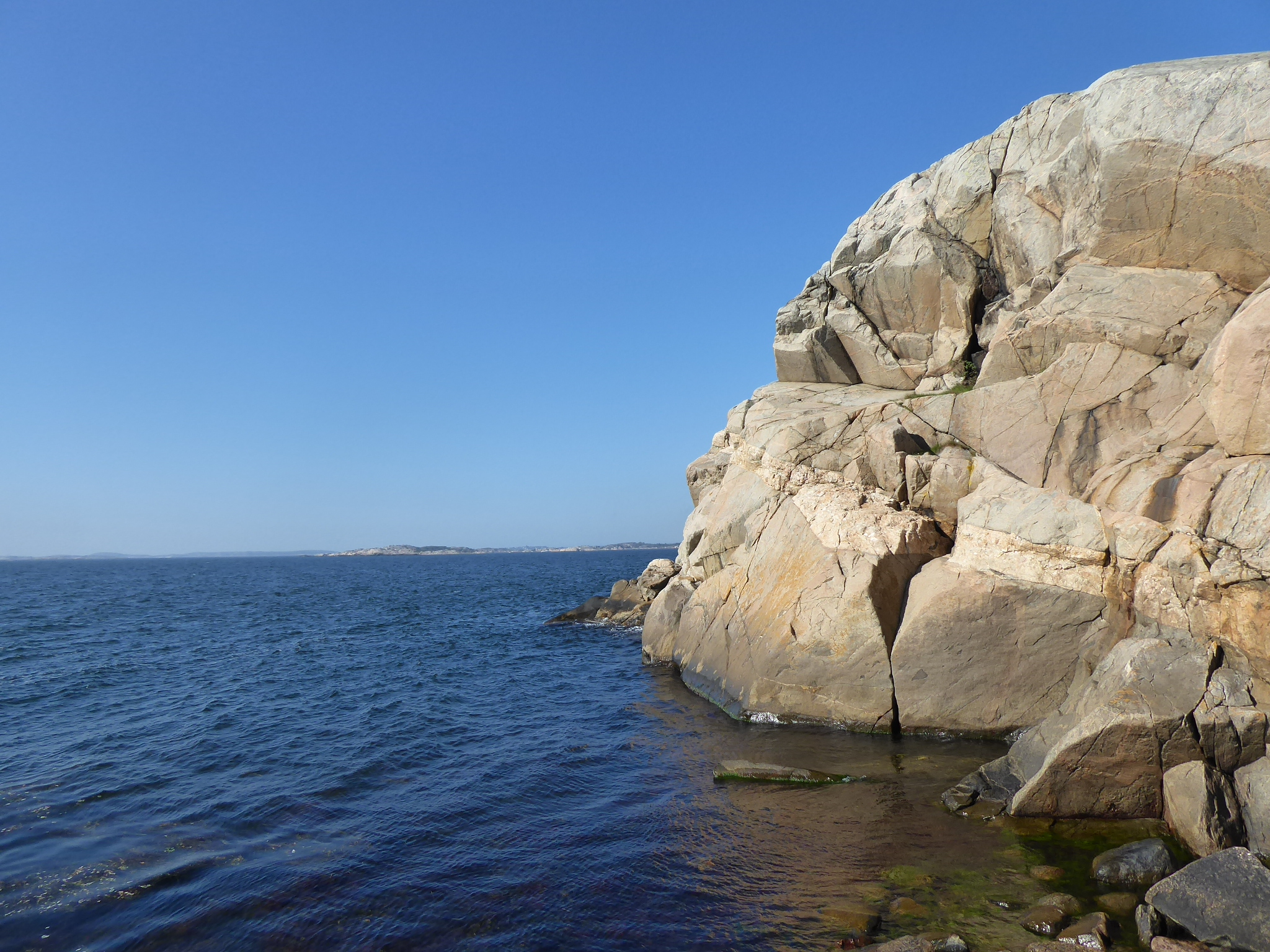
Klippa i Stora Amundöns nordvästra del i september 2023.
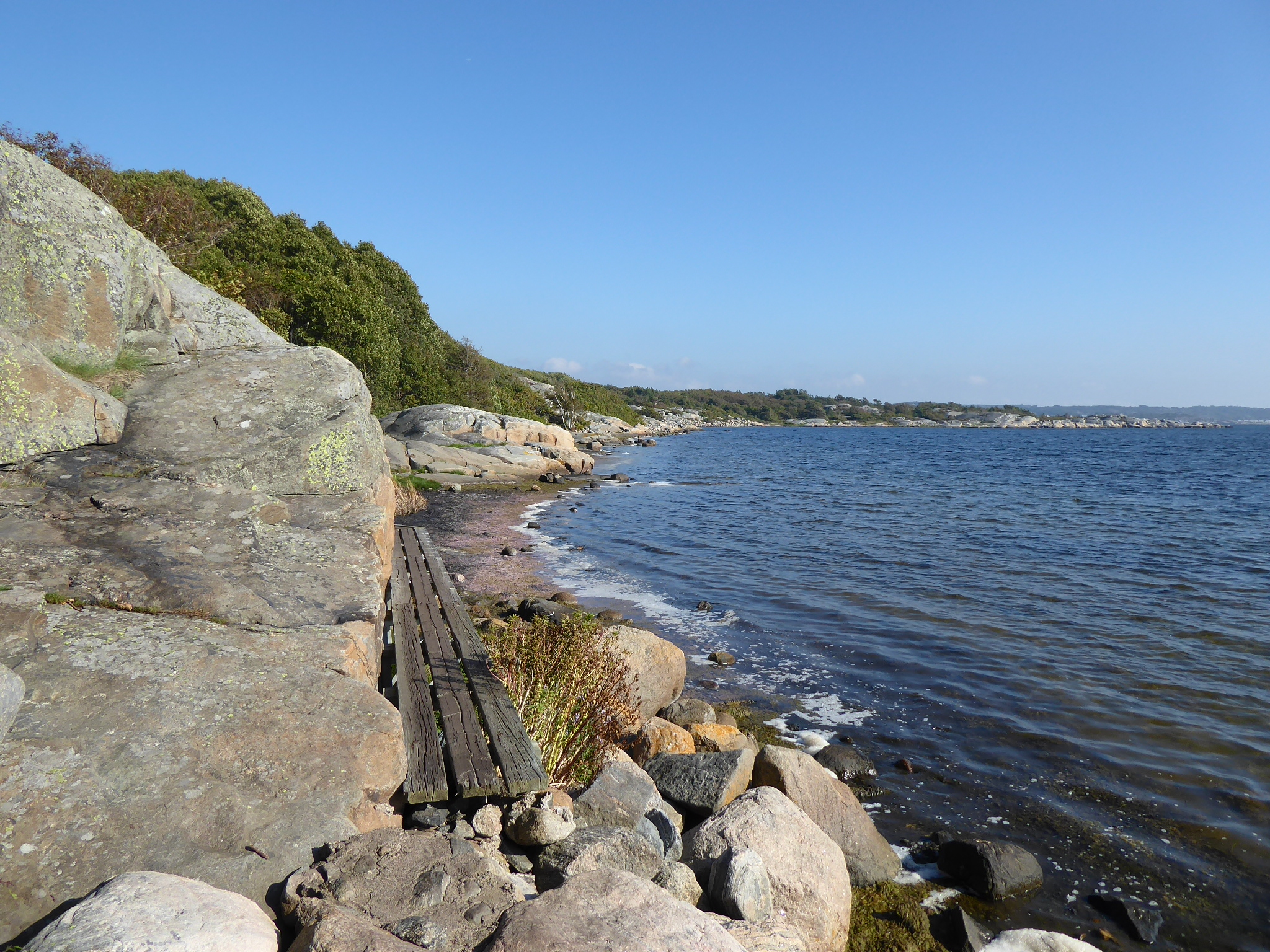
Gångstigen längs Stora Amundöns södra del i september 2023.
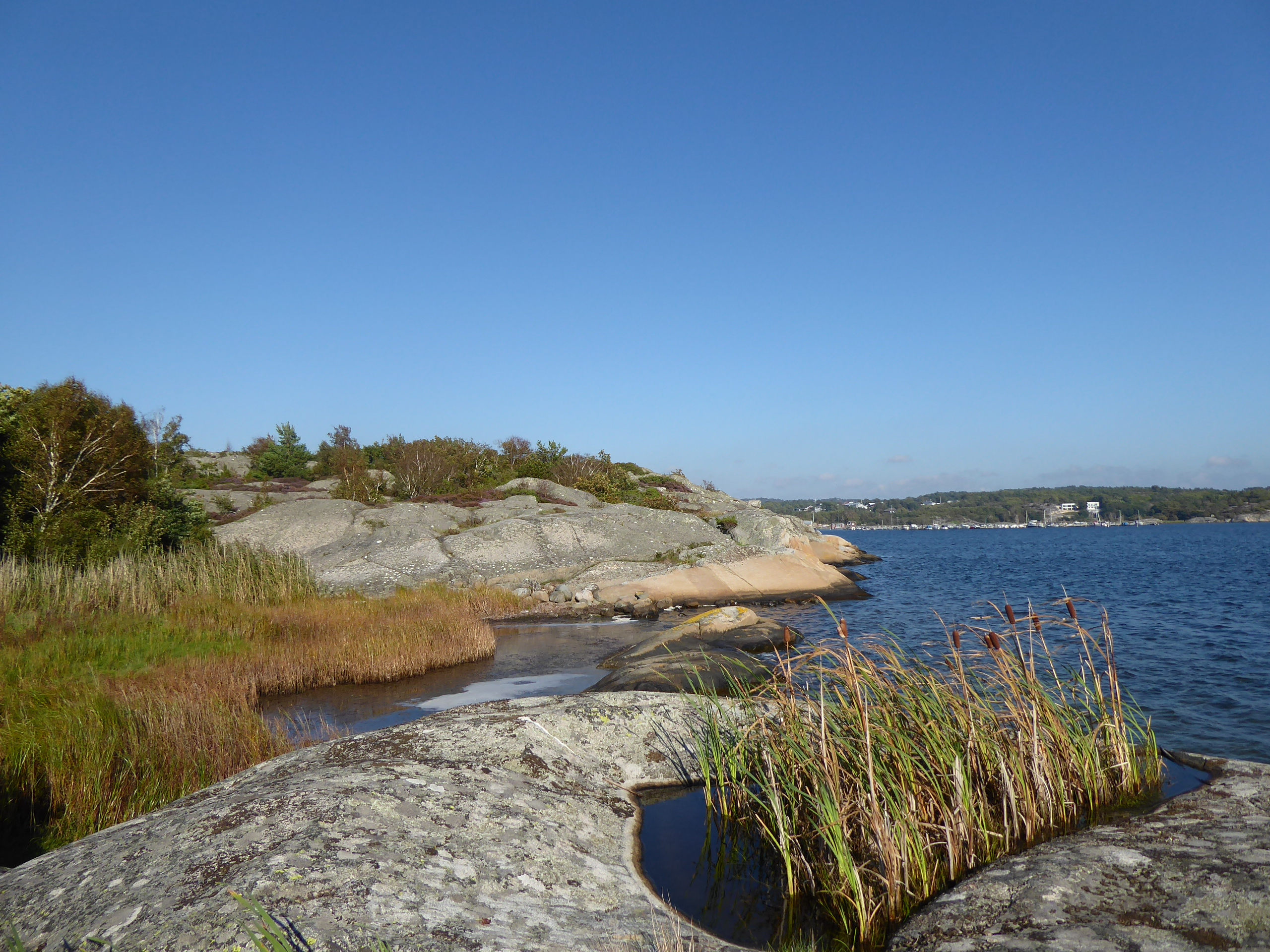
Stora Amundöns sydöstra del i september 2023.